# Jej cały świat
Jej cały świat (ang. Jesse, 1998–2000) – amerykański serial komediowy nadawany przez stację NBC od 24 września 1998 roku do 25 maja 2000 roku. W Polsce nadawany był na kanałach Polsat i TVN 7.

## Opis fabuły
Życie Jesse (Christina Applegate) jest prawdziwą żonglerką pomiędzy pracą, marzeniami, a zobowiązaniami wobec otaczających ją mężczyzn. Wydaje się, że 26-letnia samotna matka dźwiga na sobie ciężar całego świata. Opiekuje się swoim synkiem, niedojrzałymi emocjonalnie braćmi i ojcem, przez co nie ma czasu na realizację zawodowych marzeń, nie mówiąc już o sprawach sercowych. Nie narzeka jednak, ponieważ najbardziej cieszy ją szczęście rodziny. Pracuje jako kelnerka w barze swojego ojca, który nie uchodzi za najłatwiejszego w kontaktach. Dwie przyjaciółki, kelnerki z baru: Linda (Liza Snyder), która ma ciągle nieprzyzwoite myśli, i Carrie (Jennifer Milmore), mająca bzika na punkcie mężczyzn, wprowadzają jeszcze większy zamęt w życie osobiste Jesse. Dziewczyna poszukuje lepszego życia, a okazuje się, że tak naprawdę wszystko znajduje się tuż obok, na wyciągnięcie ręki.

## Obsada
- Christina Applegate jako Jesse Warner
- Bruno Campos jako Diego Vasquez
- Eric Lloyd jako "Little John" Warner
- Liza Snyder jako Linda
- Jennifer Milmore jako Carrie

i inni